# Melittia moni
Melittia moni is een vlinder uit de familie wespvlinders (Sesiidae), onderfamilie Sesiinae.
Melittia moni is voor het eerst wetenschappelijk beschreven door de Freina in 2007. De soort komt voor in het Oriëntaals gebied.